# Luis Alonso González
Luis Alonso González (10 de octubre de 1898-2 de marzo de 1989) fue médico, forense, diputado de provincia, procurador en cortes y alcalde de la localidad leonesa de Valencia de Don Juan (provincia de León, Castilla y León) desde 1938 hasta 1949. Recibió la Mención especial honorífica del ministerio de gobernación, creada a efectos de premiar a los municipios españoles bien administrados.

## Biografía
Nació en Valencia de Don Juan (León) el 10 de octubre de 1898. Hijo de Eulogio Alonso Lorenzana, médico, viudo y casado en segundas nupcias con Sara González de la Huerga; fue el segundo hijo de los tres habidos en este matrimonio (Eulogio, Luis y Marino); del primero hubo tres: María, Alberto y Margarita. 
Cursó la carrera de medicina en la Universidad de Valladolid, teniendo como profesor, entre otros, a Santiago Ramón y Cajal. Fue médico forense en su ciudad natal y allí también ejerció como Médico titular, Médico del seguro, Subdelegado de medicina y Jefe Local de Sanidad.
El 23 de mayo de 1928 contrajo matrimonio con Rosario Sáenz de Miera Alonso, de cuya unión nacieron cuatro hijos: Mª del Rosario, Mª del Pilar, Luis Mª y Mª de la Concepción.
En su actividad pública destacó su gestión como Alcalde de Valencia de Don Juan (1938-1949); fue diputado provincial de León (1942-1946) y procurador en Cortes (1943-1946).
Falleció, en su ciudad natal, el 2 de marzo de 1989, a la edad de 90 años.

## Perfil humano
Su vocación, además de la medicina, fue la política, entendida esta como el servicio al bien común y como el arte de gobernar los pueblos, sin estar afiliado a ningún partido político.
Sintió también gran afición por la música, siendo uno de los cofundadores en 1917 de La Filarmónica, grupo de jóvenes, estudiantes en su mayoría, y que, en 1930, pasó a ser la Banda Municipal de Valencia de Don Juan, de la que también fue miembro. Una vez jubilado, tuvo por hobby la música clásica o zarzuelística. 
Aficionado también a la interpretación, fue promotor de un pequeño teatro municipal, el Teatro Coyanza (desde 1920), edificio anexo al ayuntamiento, que se construyó en las primeras décadas del siglo XX y que fue derruido en 1972 por su mal estado de conservación. En dicho Teatro trabajó como actor en sus años de juventud y siendo ya padre de familia; dirigió una compañía de aficionados y otra de estudiantes, llevando a escena entre otras, obras de los hermanos Álvarez Quintero, Arniches o Muñoz Seca.
Su preocupación por la educación y la cultura se refleja en la dedicación a lo que, primero, fue Academia Politécnica de Bachillerato, después, Colegio Libre Adoptado, para terminar siendo Instituto de Enseñanza Secundaria. Allí desempeñó el puesto de profesor de fisiología y de director (1951-1953). Fue cofundador de El Esla, semanario local independiente, cuyo primer número vio la luz en 1918; era uno de los redactores, con el pseudónimo de “Mejía”. También fue cofundador del Grupo de Tradiciones Coyantinas (1938) cuya finalidad era la de restaurar las tradiciones típicamente coyantinas desaparecidas, conservar las que existían y establecer un clima o ambiente de cultura en la localidad; ejerció de vocal en la junta directiva. 
Por último, cabe hacer alusión a sus escarceos en la poesía: a él se debe la letra del Himno–Canción de la citada Academia Politécnica de Santa Teresa de Jesús y Santo Tomás de Aquino, titulado Estudio y trabajo, con música del maestro y compositor Rodrigo A. de Santiago, director de la Banda Municipal de la villa y que terminó siéndolo de la de Madrid; este himno fue inaugurado el 7 de marzo de 1942 en el Teatro Coyanza en el transcurso de un acto cultural. Igualmente, en colaboración con este músico, compuso la letra del tradicional Calvario del Cristo de Santa Marina. También de sus convecinos son conocidas numerosas coplillas de circunstancias, jocosas la mayor parte, a propósito de algún suceso o acontecimiento en la ciudad, como la caída del templete de la Banda de Música. Finalmente, su carácter de “amigo de la poesía” le llevó a ser impulsor, junto con Pedro Martínez Zárate, de los Juegos Florales, certamen de carácter nacional, que la sociedad del Casino, de la cual era presidente, celebró en 1933. Durante su presidencia en esta sociedad se realizaron importantes reformas de adecentamiento, ampliación y decorado, estableciéndose nuevos servicios como la Biblioteca.
Organizó corridas con toreros de renombre, como los hermanos Bienvenida (en 1946), y con toros de raza y bravura, como los de Miura; corridas éstas que casi siempre presidió él, como alcalde, cuando no actuaba de médico de plaza, a cuya enfermería dotó de cuantos medios se disponía en la época.
Un punto y aparte, en su perfil, se merece su fe religiosa. Católico practicante, perteneciente a varias asociaciones (Adoración Nocturna, Minerva, Terciario Agustino, etc), destacó, sobre todo, por su fe comprometida en el campo de la justicia social, siendo su libro de cabecera la Rerum Novarum de León XIII, primera encíclica social de la Iglesia católica y carta fundacional de la democracia cristiana. En consecuencia, fueron relevantes sus desvelos por la llamada, entonces, Beneficencia, por el comedor de Auxilio Social, y por las condiciones de las clases trabajadoras y de los depurados o presos políticos.

### Alcalde de Valencia de Don Juan
El 8 de enero de 1937 el Delegado Gubernativo nombró, por dimisión de algunos concejales de la corporación anterior, una nueva comisión gestora en la que figuraba Luis Alonso González como segundo Teniente-alcalde. 
El 11 de febrero de 1938 el Gobernador Civil ordenó su toma de posesión como alcalde, cuyo cargo venía desempeñando ya desde octubre de 1937, como “alcalde en funciones”. En uno de sus Bandos, sin proponérselo, sintetiza su programa: 

El Ayuntamiento que rige hoy los destinos de Coyanza se encuentra desligado de todo compromiso partidista, y sólo le guía el noble afán de velar por los intereses de la villa, practicando una recta y sana administración que haga, de nuestro querido pueblo, la antigua Coyanza, noble, cristiana, patriótica y con aquellas características de los pueblos cultos que en justicia y por su rango histórico la corresponden.

El 15 de abril de 1949 cesó en su cargo.
Historiadores y estudiosos de esa época y lugar lo califican así:

genial artífice del engrandecimiento moderno de Valencia de Don Juan.
Impulsor y creador del cambio de una localidad rural a urbana con tintes de modernidad en la primera década de posguerra. Contribuyó a que Valencia de Don Juan saliera de su letargo y comenzara a despuntar como una de las villas, con rango de ciudad, más modernas y prósperas de la provincia.

### Diputado Provincial de León
El 30 de octubre de 1942 fue designado diputado provincial por Sahagún-Valencia de Don Juan y cesó como tal en la renovación de abril de 1946.
Desempeñó su cargo bajo la presidencia de Juan José Fernández Urquiza (1942- 1946). Dentro de la Corporación, estuvo integrado en la Comisión Gestora, constituida por el presidente (J. Fernández Urquiza), el vicepresidente (R. Rodríguez del Valle) y cinco gestores.

### Procurador en Cortes
Fue procurador en Cortes durante la I Legislatura de las Cortes Españolas (1943-1946).
Reunido el pleno de la Diputación Provincial para la elección de un representante de los municipios de la provincia, dicha elección recayó, por unanimidad, en Luis Alonso González, alcalde de Valencia de Don Juan en aquellas fechas.
Según la Ley de las Cortes (17 de julio de 1942), éstas eran el órgano de participación del pueblo español en las tareas del Estado. Tenían como función elaborar y preparar las leyes, sin perjuicio de la sanción que correspondía al Jefe del Estado. Durante el mandato de Don Luis se elaboraron y promulgaron tres de las llamadas leyes fundamentales del régimen: Fuero de los Españoles (1945), Ley del Referéndum Nacional (1945) y Ley de sucesión en la Jefatura del Estado (1947).

## Reconocimientos
En 1940 la Dirección General de Administración Local concedió una Mención Honorífica del Premio Calvo Sotelo al ayuntamiento de la villa por su actuación ejemplar y por las obras de saneamiento realizadas.
El 8 de septiembre de 1957 el ayuntamiento, presidido por su alcalde, Ángel Penas Goás, “interpretando el sentir general de sus vecinos”, le concedió el título de Hijo Predilecto de Valencia de Don Juan, “como público reconocimientos de los singulares méritos contraídos, durante su gestión de alcalde en los años 1938 al 1949, laborando en pro de los intereses espirituales y materiales del pueblo de su naturaleza”.
Asimismo, el consistorio hizo figurar su nombre en la toponimia de la ciudad, dedicándole una de sus calles. Como explica B. Gago “es costumbre en todas las poblaciones guardar memoria de aquellas personas que a lo largo de la Historia han dejado su huella entre sus conciudadanos por diversos motivos (actividad política, dedicación social y formativa en pro del pueblo)”.
El 1 de abril de 1974 fue condecorado por el ministro de la Gobernación con su ingreso en la Orden Civil de Sanidad, con la categoría de Encomienda. Esta concesión le confirió el derecho a ser y denominarse comendador de dicha Orden, máxima condecoración civil española que se concede “como honor, distinción y reconocimiento públicos, para premiar méritos, conductas, actividades o servicios relevantes o excepcionales, en el ámbito de la sanidad”. Esta distinción fue solicitada por el Colegio Oficial de Médicos de León, siendo su Presidente Don Vicente Serrano, como correspondencia del Colegio a su dilatada vida profesional y de colaboración en la Junta Comarcal.